# Castell i vila de Vilanova de Prades
El castell de Vilanova de Prades era situat al cim d'un turó, als afores de Vilanova de Prades, a redós de la serra de Llena. Segurament no tingué importància bèl·lica sinó principalment com a lloc de refugi per als qui hi passaven, ja que el pas per Vilanova era obligat per a molts habitants de les Altes Garrigues, de la Segarra, i del Priorat.

## Història
El terme de Vilanova com a tal és esmentat per primera vegada l'any 1159 en la carta de franquesa que el comte Ramon Berenguer IV atorgà als habitants a la població de Prades. Pocs anys més tard, el 1163, el rei Alfons I, juntament amb Albert de Castellvell, castlà de Siurana, donà a Pere de Savellà el lloc de Vilanova amb els seus termes, tal com ja tenia el seu oncle, Pere de Pinós, capellà de l'Espluga de Francolí, per donació de Ramon Berenguer IV, a fi i efecte que repoblés aquesta zona i hi bastís un castell o fortalesa. El 1175, aquest procés ja s'hauria realitzat, atès que el mateix monarca, després de delimitar el terme de Vilanova, concedí als seus habitants les mateixes franqueses que tenien els pobladors de Prades. El 1180, en el seu testament, Pere de Savellà deixà al seu fill Eimeric, casat amb Elisenda, el castell de Vilanova, el qual, segons aquest document, tenia en feu pel rei. El 1183, Eimeric vengué el castell a Bord de Girona el qual moriria poc després de la repoblació de la localitat a mans dels croats en les guerres contra els albigesos. El 1324, el castell i terme de Vilanova de Prades fou integrat dins el comtat de Prades que creà el rei Jaume II a favor del seu fill Ramon Berenguer.

## Arquitectura
Només en resten unes roques una mica més altes, on hi podia haver hagut la torre, i una esplanada que fa (o feia) d'era i que devia ser el lloc on fou construït el cos principal de la fortificació. Vilanova de Prades és un bon exemple de vila closa medieval organitzada al llarg d'un carrer i creada de bell nou al segle xii. Els tres elements urbanístics bàsics que la formaven eren l'església, el castell i un carrer orientat d'est a oest. Al contrari del castell, la vila ha arribat fins ara amb moltes de les característiques de la població del segle xii. S'organitza al llarg de l'anomenat carrer Major, que surt del davant de l'església i va cap a llevant. A part d'aquest carrer, eix principal de la vila, hi ha al sud el carrer de Sant Salvador i al nord, el carrer de Sant Josep. Aquests carrers surten del carrer Major, el segueixen d'una manera paral·lela al llarg d'un tros i després tornen a confluir-hi. Vilanova de Prades era una població closa al voltant d'aquest eix principal. Cap a llevant, hi havia el portal.